# Tecumseh (Indiana)
Tecumseh – jednostka osadnicza w Stanach Zjednoczonych, w stanie Indiana, w hrabstwie Vigo.